# Gilles de Courtanvaux de Souvré
Gilles de Courtanvaux marchese di Souvré (1540 – Parigi, 1626) è stato un militare francese, maresciallo di Francia dal 1613.

## Biografia

Blasone di Gilles de Courtanvaux de Souvré

Nato da un'antica famiglia della Perche, da Jean de Souvré e Françoise Martel, Gilles de Courtanvaux si unì a Enrico duca d'Angiò quando questi si recò in Polonia per prenderne su di sé la Corona, nel 1573.
Al suo ritorno il principe lo nominò gran maestro di guardaroba e governatore del castello di Vincennes. Nel 1582 sposò Françoise de Bailleul, figlia di Jean de Bailleul, cavaliere dell'Ordine del re, signore di Le Renouard, barone di Messei.
Nel 1585 fu nominato cavaliere dell'Ordine dello Spirito Santo da Enrico III.
Nelle guerre di religione si distinse alla battaglia di Coutras del 20 ottobre 1587 contro gli Ugonotti, e conservò alla Corona la città di Tours durante il periodo dei torbidi della Lega cattolica.
Accolse Enrico III con tutta la corte nel gennaio 1589; alla morte di questi ne riconobbe l'erede Enrico IV e lo servì con grande lealtà. Rifiutò i centomila scudi d'oro che Carlo di Guisa gli offrì per entrare nella Lega cattolica: «No, sarebbe un prezzo troppo alto per [una cosa così bassa come] un tradimento». Enrico IV lo scelse come precettore del Delfino. Ricevette il bastone di maresciallo di Francia nel 1613, e fu inumato nella cappella del castello di Courtanvaux.
Sua figlia, Madeleine de Souvré de Sablé, fu animatrice di un noto salotto letterario.